# 자유당 (네덜란드)
자유당(네덜란드어: Partij voor de Vrijheid, PVV 파르티 보어 데 브라이하이드, 피비비[*])은 자유주의, 우익대중주의, 유럽회의주의, 반세계화, 반이슬람주의를 기치로 내거는 네덜란드의 극우 정당이다. 지도자는 헤이르트 빌더르스이다. 마르크 뤼터가 집권을 하게 되면서 자유당은 연립내각을 완성하였다.

## 역사
2004년 당시 자유민주국민당 소속인 헤이르트 빌더르스가 탈당해 2006년에 창당한 정당으로, 같은 해 총선에서 9석을 얻으며 네덜란드 의회에서 5번째로 큰 정당으로 부상했으며, 2009년 유럽 의회 선거에서는 네덜란드에 배분된 25석 중 4석을 차지하며 제2당이 되었다.
2010년 총선에서는 반이슬람적 정책을 내걸고, 무슬림 이민을 혐오하는 네덜란드 유권자들의 지지를 얻어 하원 의석 150석 가운데 24석을 획득하며 네덜란드에서 3번째로 큰 정당으로 성장하였다.
상원의 경우 2007년까지는 단 하나의 의석도 없었으나, 2011년에 75석 가운데 10석을 확보했으며 2017년에 하원에서 20석을 획득했다.

## 이념
주로 자유주의와 대중주의를 지향한다. 또한 반EU, 터키의 유럽 연합 가입에 반대하며 유럽 연합 탈퇴를 주장한다. 또한 네덜란드에 위치한 이슬람교 사원과 학교 폐쇄를 주장하고 있다. 네덜란드의 소수자 권리 정책을 이슬람으로부터 지키자는 취지의 발언을 하고있다.
2011년 노르웨이 테러의 범인인 아네르스 베링 브레이비크는 자신을 친 동성애자와 친 이스라엘주의자라고 주장하며 자유당을 유럽 최고의 정당, 유럽의 유일한 진실된 정당이라고 칭찬한 바가 있다. 그리고 그는 자신이 가장 만나보고 싶은 사람을 꼽으며, 이명박 전 대한민국 대통령, 아소 다로 전 일본 총리대신과 함께 헤이르트 빌더르스 자유당 대표를 지목한 적도 있다. 그러나 이에 대해 헤이르트 빌더르스 대표는 브레이비크를 '미치광이'라며 비판하는 성명을 발표했다.

## 역대 당 대표
| #   | 대표              | 기간                | 비고 |
| --- | ----------------- | ------------------- | ---- |
| 1대 | 헤이르트 빌더르스 | 2006년부터 현재까지 |      |

## 역대 선거결과

### 네덜란드 하원
| 년도   | 득표      | 지지율 | 의석 수  | +/– | 집권 여부 | 비고                     |
| ------ | --------- | ------ | -------- | --- | --------- | ------------------------ |
| 2006년 | 579,490   | 5.9%   | 9 / 150  |     | 야당      |                          |
| 2010년 | 1,435,349 | 15.5%  | 24 / 150 | 15  | 연립 정부 | 자민당, 기민당 연립 정부 |
| 2012년 | 950,263   | 10.1%  | 15 / 150 | 9   | 야당      |                          |
| 2017년 | 1,372,941 | 13.1%  | 20 / 150 | 5   | 야당      |                          |

### 네덜란드 상원
| 년도   | 득표   | 지지율 | 의석 수  | +/– | 비고 |
| ------ | ------ | ------ | -------- | --- | ---- |
| 2011년 | 21,709 | 13.7%  | 10 / 150 | 10  |      |
| 2015년 | 20,235 | 12.0%  | 9 / 150  | 1   |      |

### 유럽 의회
| 년도   | 득표    | 지지율     | 의석 수 | +/–  | 비고                 |
| ------ | ------- | ---------- | ------- | ---- | -------------------- |
| 2009년 | 769,125 | 16.97 (#2) | 4 / 25  |      | [ 26 ] [ 27 ] [ 28 ] |
| 2014년 | 630,139 | 13.35 (#3) | 4 / 26  | 보합 |                      |

## 같이 보기
- 문화보수주의
- 이슬람 공포증